# Anglesey sea salt

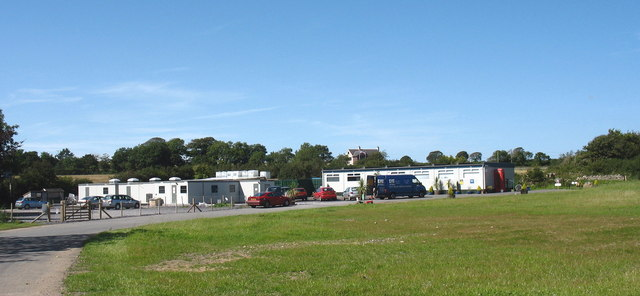
Una fabbrica di sale a Anglesey

Anglesey sea salt  (in gallese, Halen Môn) è una denominazione che designa un sale marino raccolto nello stretto di Menai a Anglesey, nel Galles del Nord, Regno Unito.
Nel dicembre 2012,  a livello europeo, è stata presentata una domanda di registrazione  dell'«Anglesey Sea Salt/Halen Môn» nel registro delle denominazioni di origine protette (DOP).

## Caratteristiche
Si tratta di fiocchi di sale grandi, croccanti, piatti e non granulosi. Il sale marino di Anglesey è esente da additivi e contiene tracce di oligoelementi e di minerali naturalmente presenti. Ha un sapore salato concentrato tipico e una consistenza croccante.
La produzione è richiesta - in particolare quella di David e Alison Lea-Wilson - da molti chef e clienti esigenti.